# SISMA
La SISMA S.p.A., acronimo di Società Industrie Siderurgiche Meccaniche e Affini, è stata un'importante azienda italiana operante nel settore siderurgico.

## Storia

### Origini
Nacque nel 1892 a Villadossola come piccola bulloneria e con pochi dipendenti; tra il primo e il secondo dopo guerra diventò una delle principali industrie siderurgiche italiane tanto che nel solo stabilimento ossolano si arrivò al numero di 1600 dipendenti nel periodo successivo alla seconda guerra mondiale. Entrata quindi nell'orbita della Montedison venne poi rilevata dall'EGAM (Ente Gestione Attività Minerarie) nel 1971.

### L'EGAM, l'IRI e il periodo Finsider
Nel 1977, con la soppressione dell'EGAM di cui la SISMA faceva parte, le partecipazioni passarono all'IRI, che conferirà poi la società alla controllata Finsider. Nel 1989, a seguito poi delle dismissioni da parte dell'IRI nel settore siderurgico, fu acquistata dalla società Leali S.p.A. di Odolo; nel medesimo anno contava circa 550 dipendenti.

### La fine della SISMA
Il settore siderurgico italiano era da tempo in crisi. Nel 1999 il gruppo Leali, al centro di una consistente ristrutturazione e concentrazione dei poli produttivi trovò nel gruppo Beltrame un punto fermo per dare continuità alle produzioni nello stabilimento di Villadossola. Il marchio SISMA cessò quindi di esistere. La società Ferriera Siderscal S.p.A. (del gruppo Beltrame) opererà nello stabilimento ex SISMA del centro ossolano con 83 dipendenti e con una produzione inferiore rispetto al passato. Dal 10 marzo 2009, a causa della grave crisi economica, l'azienda colloca in cassa integrazione straordinaria a zero ore la quasi totalità dei dipendenti.
Attualmente il sito produttivo è dismesso e in demolizione.